# Sani Bečirovič
Sani Bečirovič (ur. 19 maja 1981 w Mariborze) – słoweński koszykarz, grający na pozycji rzucającego obrońcy, posiadający także włoskie obywatelstwo, reprezentant Słowenii, obecnie dyrektor sportowy w klubie Cedevita Olimpija.

## Osiągnięcia
Stan na podstawie, o ile nie zaznaczono inaczej.

### Drużynowe
- Mistrz:
  - Euroligi (2007)
  - Słowenii (2001, 2014)
  - Grecji (2007, 2008)
  - Iranu (2013)
- Wicemistrz:
  - Euroligi (2002)
  - Słowenii (1999)
  - Włoch (2006)
- Brąz mistrzostw:
  - Słowenii (2000)
  - Włoch (2002)
- Zdobywca:
  - pucharu:
    - Mistrzów Azji (2013)
    - Słowenii (1999–2001, 2014)
    - Włoch (2002)
    - Grecji (2007, 2008)

  - superpucharu Włoch (2005)
- Finalista:
  - pucharu Słowenii (1998, 1999)
  - superpucharu Słowenii (2003)
- Uczestnik rozgrywek EuroChallenge (2010/2011, 2013/2014)

### Indywidualne
- MVP:
  - pucharu Słowenii (2014)
  - finałów ligi słoweńskiej (2001)
  - miesiąca Euroligi (listopad 2008)
  - kolejki Euroligi (8 - 2008/2009)
- Uczestnik meczu gwiazd ligi:
  - słoweńskiej (1999–2001)
  - greckiej (2007)
- Zwycięzca konkursu rzutów za 3 punkty ligi greckiej (2007)

### Reprezentacja
Seniorów
- Uczestnik:
  - mistrzostw:
    - świata (2006 – 9. miejsce, 2010 – 8. miejsce)
    - Europy (1999 – 10. miejsce, 2001 – 15. miejsce, 2005 – 6. miejsce)

  - kwalifikacji:
    - olimpijskich (2008)
    - do mistrzostw Europy (1999, 2001, 2003, 2005)
- Lider mistrzostw świata w skuteczności rzutów wolnych (2006 – 95%, 2010 – 94,3%)[5][6]

Młodzieżowe
- Mistrz Europy U–20 (2000)
- Uczestnik:
  - mistrzostw Europy:
    - U–18 (1998 – 7. miejsce)
    - U–16 (1996 – 7. miejsce)
- MVP mistrzostw Europy:
  - U–20 (2000)
  - U–18 (1998)
- Lider mistrzostw Europy:
  - w punktach:
    - U–18 (1998)
    - U–16 (1997)

  - w asystach:
    - U–20 (2000)
    - U–18 (1998)